# 1261 Legia
1261 Legia (1933 FB) là một tiểu hành tinh vành đai chính được phát hiện ngày 23 tháng 3 năm 1933 bởi E. Delporte ở Uccle.